# Louis Tessier
Louis Tessier (Parigi, 27 giugno 1889 – Compiègne, 5 maggio 1969) è stato un calciatore francese, di ruolo portiere.

## Caratteristiche tecniche
Discreto portiere, era famoso soprattutto poiché era molto bravo a parare con un'ottima disposizione delle mani, mentre la maggior parte dei portieri suoi connazionali dell'epoca prediligevano le parate, all'occorrenza, con i piedi.

## Carriera

### Club
La sua carriera durò solamente 2 anni, e la spese tutta al Bon Conseil di Parigi.

### Nazionale
Tessier è stato il settimo portiere, in dodici gare, ad essere stato impiegato con la nazionale transalpina. Giocò cinque gare incassando 36 gol.

## Statistiche

### Cronologia presenze e reti in Nazionale
| Cronologia completa delle presenze e delle reti in nazionale ― Francia | Cronologia completa delle presenze e delle reti in nazionale ― Francia | Cronologia completa delle presenze e delle reti in nazionale ― Francia | Cronologia completa delle presenze e delle reti in nazionale ― Francia | Cronologia completa delle presenze e delle reti in nazionale ― Francia | Cronologia completa delle presenze e delle reti in nazionale ― Francia | Cronologia completa delle presenze e delle reti in nazionale ― Francia | Cronologia completa delle presenze e delle reti in nazionale ― Francia |
| Data                                                                   | Città                                                                  | In casa                                                                | Risultato                                                              | Ospiti                                                                 | Competizione                                                           | Reti                                                                   | Note                                                                   |
| ---------------------------------------------------------------------- | ---------------------------------------------------------------------- | ---------------------------------------------------------------------- | ---------------------------------------------------------------------- | ---------------------------------------------------------------------- | ---------------------------------------------------------------------- | ---------------------------------------------------------------------- | ---------------------------------------------------------------------- |
| 9-5-1909                                                               | Bruxelles                                                              | Belgio                                                                 | 5 – 2                                                                  | Francia                                                                | Amichevole                                                             | -5                                                                     |                                                                        |
| 22-5-1909                                                              | Gentilly                                                               | Francia                                                                | 0 – 11                                                                 | Inghilterra                                                            | Amichevole                                                             | -11                                                                    |                                                                        |
| 3-4-1910                                                               | Gentilly                                                               | Francia                                                                | 0 – 4                                                                  | Belgio                                                                 | Amichevole                                                             | -4                                                                     |                                                                        |
| 16-4-1910                                                              | Brighton and Hove                                                      | Inghilterra                                                            | 10 – 1                                                                 | Francia                                                                | Amichevole                                                             | -10                                                                    |                                                                        |
| 15-5-1910                                                              | Milano                                                                 | Italia                                                                 | 6 – 2                                                                  | Francia                                                                | Amichevole                                                             | -6                                                                     |                                                                        |
| Totale                                                                 |                                                                        | Presenze                                                               | 5                                                                      |                                                                        | Reti                                                                   | -36                                                                    |                                                                        |